# Baciccia
Baciccia  è un nome proprio di persona italiano maschile.

## Varianti
- Maschili
  - Alterati: Baciccin, Bacicin
  - Ipocoristici: Bacci

## Origine e diffusione
Di tradizione popolare e dialettale (tipicamente ligure), rappresenta un ipocoristico del nome Giovanni Battista, in genovese Gio Batta, particolarmente comune nell'area di Genova in virtù del culto di San Giovanni Battista, patrono della città e dell'Arcidiocesi.
Bachicha (ripresa spagnola dell'italiano Baciccia) è un appellativo gergale con cui in Argentina, Cile e Uruguay vengono apostrofati gli italiani, probabilmente in seguito alla massiccia emigrazione genovese che toccò queste terre fra l'Ottocento e il Novecento. Si può presumere, infatti, che molti emigrati genovesi portassero il nome Giovanni Battista e che, quindi, l'ipocoristico Baciccia fosse molto sentito e ricorrente presso le comunità italiane di questi territori, tanto che Baciccia divenne il nome dell'immigrato italiano per antonomasia.

## Onomastico
Quale ipocoristico di Giovanni Battista, l'onomastico si festeggia il 24 giugno (per gli ortodossi il 7 gennaio) in memoria di san Giovanni Battista. Con questo nome, inoltre, si ricordano numerosi altri santi e beati, fra i quali, nei giorni seguenti:
- 7 aprile, san Giovanni Battista de La Salle, pedagogo e fondatore
- 23 maggio, san Giovanni Battista de' Rossi, sacerdote
- 1º giugno, san Giovanni Battista Scalabrini, vescovo

## Persone
- Baciccia o Baciccio, al secolo Giovan Battista Gaulli, pittore italiano
- Baciccia, vissuto a Canzo (CO), figura buffa e caratteristica del paese negli anni cinquanta, presente in molte cartoline
- Baciccia Scano, pittore italiano
- Baciccia Traverso, all'anagrafe Giovanni Battista Traverso, calciatore e allenatore di calcio italiano

## Il nome nelle arti
- Nel teatro dialettale genovese (incluso quello di Gilberto Govi, che ne fu il fondatore), Baciccia è il nome di una maschera raffigurante un popolano buontempone e gaudente.
- In Carosello, la celebre trasmissione televisiva in onda fino al 1977, Bàccere Baciccia era il nome di un personaggio interpretato da Gilberto Govi.
- Baciccia il pirata è una canzone che partecipò allo Zecchino d'Oro nell'edizione del 1971.
- "Baccicin vattene a ca' - to moae 'a t'aspeta" (letteralmente: "Baccicin torna a casa - tua madre ti aspetta") è il titolo di una popolare canzone genovese dedicata a un tale Baciccin, diminutivo di Baciccia.
- Bacci Musso da Pentema è un personaggio interpretato da Mauro Pirovano.
- Scriveva Charles Dickens nel 1846 in Pictures from Italy, cap. 4: "In consequence of this connection of Saint John with the city [of Genoa], great numbers of the common people are christened Giovanni Baptista, which latter name is pronounced in the Genoese patois Batcheetcha like a sneeze. To hear everybody calling everybody else Batcheetcha, on a Sunday, or festa-day, when there are crowds in the streets, is not a little singular and amusing to a stranger."

### Il nome nello sport
- Baciccia è il nome del marinaio rappresentato nello stemma della squadra di calcio della Sampdoria, che viene rappresentato da una silhouette nera raffigurante un volto di un tipico pescatore ligure stilizzato con barba, berretto caratteristico, pipa e capelli al vento. Questo personaggio è posto all'interno di un fascio di strisce blucerchiate poste in diagonale. Nominato così molto probabilmente da un diminutivo generato dalla pronuncia infantile della parola Battista, di un nome molto diffuso a Genova: Giovanni Battista, Giovan Battista, Giambattista, Giamba o anche Giobatta (spesso abbreviato G.B.).